# Річія кристальна
Річія кристальна (Riccia crystallina) — вид печіночників родини річієвих (Ricciaceae).

## Поширення
Зареєстрований у Європі, Африці, Австралії, Північній Америці, Південній Америці.